# Pogue Mahone
Pogue Mahone ist das siebente und letzte Musikalbum der britischen Folk-Punk-Band The Pogues.

## Geschichte
Pogue Mahone ist das zweite Album der Band, das mit dem früheren tin-Whistle-Spieler Peter „Spider“ Stacy als Leadsänger aufgenommen wurde. Terry Woods, James Fearnley und Philip Chevron hatten die Pogues vor der Veröffentlichung von Pogue Mahone verlassen, sie wurden von David Coulter, James McNally und Jamie Clarke ersetzt.
Der Name des Albums ist die englische Variante der irischen Phrase póg mo thóin, was so viel bedeutet wie „küss meinen Arsch“. Zu Beginn ihrer Karriere war Pogue Mahone der Name der Band, unter dem sie auch ihre erste Single Dark Streets of London veröffentlichten. Sie wurde von den Radiosendern jedoch nicht gespielt, da der Bandname zu anrüchig war. Darauf änderten Pogue Mahone ihren Namen in The Pogues.
Pont Mirabeau basiert auf einem Gedicht des französischen Poeten Guillaume Apollinaire, das in seinem Buch Alcools veröffentlicht wurde. Jem Finer verwendete für den Song die Übersetzung seines Vaters. Four O’Clock in the Morning wurde vom Schlagzeuger Andrew Ranken geschrieben und behandelt, wie schon zuvor My Baby’s Gone, den Tod seiner Ehefrau Deborah Korner.
Auf der folgenden Tournee verließ der Banjospieler Jem Finer die Band, worauf zwar die übrigen Konzerte noch gespielt wurden, die Band sich jedoch bald darauf auflöste. Finer war, nach Angaben von Joe Strummer, der Bill Wyman der Pogues, der die Gruppe zusammenhielt.
Aus Pogue Mahone wurde nur eine Single, How Come (mit den B-Seiten Eyes of an Angel, Tuesday Morning (Live) und Big City (Live)), ein Cover des britischen Musikers Ronnie Lane, ausgekoppelt. Als zweite Single sollte Love You ’Till the End erscheinen, die jedoch nie veröffentlicht wurde. Der Song wurde in den Filmen Mystery – New York: Ein Spiel um die Ehre und P.S. Ich liebe Dich verwendet.

## Titelliste
1. How Come (Ronnie Lane, Kevin Westlake) – 2:50
2. Living in a World Without Her (Darryl Hunt, James McNally) – 3:20
3. When the Ship Comes In (Bob Dylan) – 3:14
4. Anniversary (Jem Finer) – 4:06
5. Amadie (Andrew Ranken) – 1:53
6. Love You 'Till the End (Hunt) – 4:32
7. Bright Lights (Finer) – 2:37
8. Oretown (Finer) – 3:50
9. Pont Mirabeau (Guillaume Apollinaire, Finer) – 3:31
10. Tosspint (Finer) – 3:32
11. Four O’Clock in the Morning (Ranken) – 3:12
12. Where that Love’s Been Gone (Ranken, Steven Skull) – 3:50
13. The Sun and the Moon (Jamie Clarke, Spider Stacy) – 3:22

### Wiederveröffentlichung aus dem Jahr 2004
1. How Come (Ronnie Lane, Kevin Westlake) – 2:50
2. Living in a World Without Her (Darryl Hunt, James McNally) – 3:20
3. When the Ship Comes In (Bob Dylan) – 3:14
4. Anniversary (Jem Finer) – 4:06
5. Amadie (Andrew Ranken) – 1:53
6. Love You 'Till the End (Hunt) – 4:32
7. Bright Lights (Finer) – 2:37
8. Oretown (Finer) – 3:50
9. Pont Mirabeau (Guillaume Apollinaire, Finer) – 3:31
10. Tosspint (Finer) – 3:32
11. Four O’Clock in the Morning (Ranken) – 3:12
12. Where that Love’s Been Gone (Ranken, Steven Skull) – 3:50
13. The Sun and the Moon (Jamie Clarke, Spider Stacy) – 3:22
14. Eyes of an Angel (Finer) – 2:54
15. Love You Till the End (Remix von Produzent Stephen Hague) – 3:54

## Rezeption
| Medium           | Rating                                                              | Kritiker                 |
| ---------------- | ------------------------------------------------------------------- | ------------------------ |
| Allmusic         | Sternsymbol · Sternsymbol · Sternsymbol · Sternsymbol · Sternsymbol | James Christopher Monger |
| Robert Christgau | Dud                                                                 | Robert Christgau         |

James Christopher Monger schrieb in seiner Rezension für den AllMusic Guide:

“Stacy, who spent most of his career in MacGowan’s shadow, […] offers up what must have been years of oppressed material, most of it remarkable. […] For the most part they succeed in reinstalling the traditional spark that made the group so electrifying in the ’80s.”

„Stacy, der die meiste Zeit seiner Karriere in MacGowans Schatten stand, […] bringt dar, was wohl jahrelang unterdrücktes Material gewesen sein musste – das meiste davon ist bemerkenswert. […] Für den Großteil des Albums sind sie (Jem Finer und Schlagzeuger Andrew Ranken) darin erfolgreich, den traditionellen Funken, der die Gruppe in den ’80ern so elektrifizierend gemacht hatte, wiederzubeleben.“

Monger bewertete das Album mit drei von fünf Sternen.